# 弘田三枝子
弘田 三枝子（ひろた みえこ、本名：竹永 三枝子〈たけなが みえこ〉、1947年〈昭和22年〉2月5日 - 2020年〈令和2年〉7月21日）は、日本の歌手。愛称は、MICO（ミコ）、（パンチの）ミコちゃん。
歌唱力とパンチの効いた歌声で、洋楽をカバーした和製ポップスを歌ってヒットをさせ、和製R&B娘とも評された。後のミュージシャン（都はるみ、南沙織、大瀧詠一、山下達郎、竹内まりや、桑田佳祐ら）に多大な影響を与えた。

## 経歴
世田谷区立三宿小学校の生徒だった頃から劇団こまどりに入り、幼稚園の頃FENのラジオに魅せられて歌手になることを決意。母の協力のもと、7歳の頃から自らの意思でティーブ・釜萢の「日本ジャズ学校」に週1回バスで通い、英語の発音の基礎からスパルタ教育を受け、8歳から進駐軍のキャンプで歌っていたともいい、駒沢学園女子中学校の1年生の頃からは本格的に進駐軍キャンプでポップスやジャズなどを歌っていた。曲を提供されて自分の世界にもっていくために、家での練習（本人曰く「小稽古」）の際、歌詞を理解してメロディーを体に入れてから（本人曰く「儀式」）、自ら考案した記号を譜面に記載したうえで、自ら歌唱したテープを確認し歌をものにしたうえで収録に臨んだという。この儀式は、レコードデビューからラストシングル収録まで続けられたという。ジャズで鍛えたスキャットを得意とし、決まったコードの中で様々な絵が描けるので、あらかじめ決めないでスリルを感じながらその場でスキャットを奏でて楽しんでいたという。
晩年まで、空き時間に最新曲をiPodで聴き漁るなどして、採り入れ、学ぶ姿勢を失わなかったという。自らの歌唱待ちの舞台袖で椅子をすすめられても勉強になるといって立ったまま他の歌手の唄に耳を傾ける姿や、自ら先輩に良くしてもらったことを理由にスタッフをはじめ後輩らにも謙虚な姿勢で接する姿は、多くの同業者・スタッフに好意的に受け止められていた。

### ダイナマイト娘
1961年に東芝音楽工業から、草野浩二担当のもと、「和製ブレンダ・リー」のキャッチフレーズをうたい「子供ぢゃないの」（ヘレン・シャピロのカバー）でデビュー（草野の兄である漣健児訳詞）。当時14歳。翌1962年には各社競作で出された「ヴァケーション」（コニー・フランシスのカバー）が20万枚のヒットを記録する。他に青山ミチ、伊東ゆかり、金井克子らも同曲をカバーした。青山版は3万枚の小ヒットだった。同年NHK紅白歌合戦に初出場。1973年の森昌子に破られるまで紅組最年少出場記録保持者であった。1964年1月に11年ぶり2度目の来日を果たしていたエラ・フィッツジェラルドの楽屋を訪ねた際、エラから直々に「養女にしたい」とまで言われている。
1964年10月に日本コロムビアへ移籍。新幹線で移動中、グレンミラー楽団を引き連れ来日していた当時のニューポート・ジャズ・フェスティバルを主催していたジョージ・ウエインと出会い、「小さな日本のジャズシンガー」と紹介された弘田に興味を持ったウエインは、後日東京のスタジオを借り、自らの伴奏で何曲か歌唱・録音させた。その結果、1965年7月に、東洋人歌手として初めてアメリカ合衆国の「ニューポート・ジャズ・フェスティバル」に招待され、ビリー・テイラー・トリオのゲスト・ヴォーカリストとして出演した。3日目の夜、降雨による中断の後、ビリー・テイラー・トリオにトニー・スコットが加わったカルテットをバックに「ジャスト・ワン・オブ・ゾーズ・シングス (Just One of Those Things)」、「ミスティ (Misty)」、「ムーン・リバー (Moon River)」、「マック・ザ・ナイフ (Mack the Knife)」と、「三階節」のジャズ編曲版を歌い、トリを務めた。その足でニューヨークに渡り、譜面の中から、ボビー・ヘブに先んじた「サニー（Sunny）」等のオリジナルジャズを、自ら選んで録音し、ビリー・テイラー・トリオ演奏のもと（トニー・スコットはプロデューサーに徹した）アルバム「ニューヨークのミコ」を制作した。 
2か月ほど渡米・渡欧。その成果として1968年5月30日にはリズム・アンド・ブルースのコンサートをサンケイホールにて開き、ライブアルバムを制作し、日本におけるリズム・アンド・ブルースの先駆けとなった。

### カムバック
弘田は、60年代前半あたりまでは好調を保っていたが筒美京平らが曲を提供したにもかかわらず、それ以後のGSブームなどには完全に乗り遅れてしまった。60年代初頭のアメリカン・ポップスやオールディーズを歌う歌手という古いイメージを払拭し、カムバックを果たしたのが川口真作曲の「人形の家」である。弘田は1969年10月20日、「人形の家」でオリコンチャート首位となり、第11回日本レコード大賞の歌唱賞を受賞した。他方、1966年に雑誌スイングジャーナルの人気投票「ジャズ・ヴォーカル女性歌手」部門でトップに立ち（1970年まで5年連続。それまでのトップはマーサ三宅。）、小規模なジャズライブを中心に活動していた弘田が、カムバックという形で再度表立った活動を始めたことに対して、コアなジャズファンから、ジャズイベントの楽屋などで「弘田三枝子は堕落した」と言われたという。
海外での活動としては、1973年、第11回チリ・ポピュラー音楽フェスティバルで5位に輝き、同年に第13回ブルガリア音楽祭(en:Golden Orpheus)にゲストとして招待され、50分ほどのワンマン・ショーを披露した。

### ダイエット本出版
カムバックに際し、弘田はダイエットによる大幅な減量をしていたが、この経験も踏まえ1970年に『ミコのカロリーBOOK』を出版した。この本はベストセラーとなり「芸能人のダイエット本の先駆け」、「タレントダイエット本の元祖」と評され、150万部を超えたともいわれる。同年のベストドレッサー賞を受賞した。この後、イヴ・サンローランとタイアップしていき、ファッションリーダーとしても活躍していくこととなった。
後の2019年11月28日にNHKで放送された「ネーミングバラエティー 日本人のおなまえっ!」の「ストレスの原因？単位のお名前」の回において、「カロリー」という言葉を日本に普及させた人物として紹介された。

### 渡米
その後、渡米し1977年にはニューヨークでアルバム『Mieko In New York』を自主制作、さらに当地で結婚、娘を出産して母となったが、1979年9月に帰国して歌手活動を再開し、1980年には自ら作曲したシングル「ミスターシャドー」を東芝EMIから発売した。
1983年にはキングレコードへ移籍し、アルバム『TOUCH OF BREEZE』やシングル「愛のNOKORIGA」などを発表する。

### 平成以降
2006年にレコードデビュー45周年を迎え、「弘田三枝子じゃずこれくしょん」CD8枚組BOXを発売。「Everything」「接吻」「SWEET MEMORIES」「いとしのエリー」 「駅」など、はじめて日本の楽曲をカバーした。ジャマイカでツインズ＝スライ＆ロビーと初めてのレゲエを吹き込む。
2015年10月21日、レコードデビュー55周年記念として32年ぶりの新曲「悲しい恋をしてきたの」を発売。ボーナス・トラックに「人形の家」のピアノバージョンを収録した。
2020年7月20日、千葉県内の自宅で倒れ、同県内の病院に搬送されるも、翌21日午後10時31分、心不全のため73歳で死去。葬儀は親族のみで密葬として行い、6日後の27日に訃報が発表された。同年はレコードデビュー60周年にあたり、記念曲の制作や記念コンサートの開催などを企画していたが、新型コロナウイルス感染拡大で「来年に持ち越しね！」とスタッフと話し合っていたという。同年6月15日に公開されたYouTubeでの日本歌手協会リレー歌謡祭第46弾での電話での自身の曲紹介（「人形の家」）が公の場での最後の肉声となった。最後のテレビ出演は、2019年11月12日に開催された第46回日本歌手協会歌謡祭夜の部で歌われた「夢みるシャンソン人形」で、翌2020年1月2日に「日本歌手協会新春12時間歌謡祭【第4部】」内で放送された。また、最後のライブは2019年12月8日に名古屋市の星神社で催された御本殿竣功奉告祭になった。
2020年11月20日、第62回日本レコード大賞特別功労賞受賞。

## 評価
小説家の小林信彦は、弘田に対し「大天才」、「戦後の17年は無駄ではなかった」と賛辞を贈った。
1991年発行の評論本『日本のポピュラー史を語る』（村田久夫・小島智著）によれば、「西洋のリズム・メロディラインと日本語の言語としての伝達能力の問題を克服する手段として、英語っぽい日本語を考え出した」と評価されている。
ポップスやジャズなどジャンルの垣根を超えた歌声を評価された反面、歌唱スタイルの変化に対して好意的ではない見解を示す向きもあった。
1970年代後半以降はヒット曲が出なかったことなどから、活動後期は小規模のライブがメインでメディア露出が減っていた。そのため、訃報時にテレビ局の若手制作者がその存在をよく知らず、話題として取り上げない判断をしたワイドショーもあった。取り上げたスポーツ紙等も、スキャンダルを前面に押し出す内容がほとんどを占めた。追悼メッセージを寄せた人物もほぼ60歳代以上に限られた。
- 山下達郎は、「戦後最高の力量をもつシンガーのひとりの方でございますのに、こんなご時世もあってでしょうかね、メディアにはほとんどのぼりません。ホントに残念なことであります」と追悼するメディアが少ないことを残念がり、『悲しきハート』については、オリジナル歌手のスーザン・シンガーよりも「はるかにすぐれたバージョン。16歳とは思えない素晴らしい歌唱力」と絶賛している[36]。
- 桑田佳祐「存在自体がポップ。ビート感満載のポップスで笑顔・ダンスをテレビ画面いっぱいに表現していた。チャーミングでみんなの憧れでとにかくナンバーワンだった。（一連のカバー曲は）明るい未来へ向かうアンセムのようだった」[37]
- 中尾ミエ「同時期にデビューした戦友。すごいパワーで、この人にはかなわないと思った。『人形の家』からはパンチがなくなった」[34]
- 菊地史彦「もし弘田三枝子がいなければ、戦後ポップスはひどくつまらなかっただろう」[38]

このような弘田に対する訃報時のマスメディアの対応に対し、何のリスペクトもない、と業を煮やした都築響一は、自身の番組「SUPERDOMMUNE 『都築響一のスナック芸術丸』」にて、2020年8月13日に7時間にもわたる追悼特番を組んだ。

## ディスコグラフィ

### シングル
- レーベル
  - 1 - 20、61：東芝レコード、東芝EMI（1961年 - 1964年、1980年）
  - 21 - 60、65、66：日本コロムビア（1964年 - 1977年、2006年、2015年）[注釈 1]
  - 62 - 64：キングレコード（1983年 - 1984年）[注釈 2]
- 「高木エリカ」「MICO」は弘田のペンネーム。

| #  | 発売日          | 曲順 | タイトル                              | 作詞             | 作曲                          | 編曲              | 規格品番   |
| -- | --------------- | ---- | ------------------------------------- | ---------------- | ----------------------------- | ----------------- | ---------- |
| 1  | 1961年 11月1日  | A面  | 子供ぢゃないの                        | 漣健児           | J.Schroeder                   | 岩井直溥          | JP-5089    |
| 1  | 1961年 11月1日  | B面  | 悲しき片想い                          | 漣健児           | J.Schroeder                   | 岩井直溥          | JP-5089    |
| 2  | 1962年 2月1日   | A面  | すてきな16才                          | 漣健児           | N.Sedaka                      | 岩井直溥          | JP-5100    |
| 2  | 1962年 2月1日   | B面  | 夢のスウィート・ホーム                | 漣健児           | P.Anka                        | 岩井直溥          | JP-5100    |
| 3  | 1962年 4月1日   | A面  | カモン・ダンス                        | みナみカズみ     | J.Madara                      | 岩井直溥          | JP-5108    |
| 3  | 1962年 4月1日   | B面  | 恋のエアメイル                        | 漣健児           | G.Pitney                      | 岩井直溥          | JP-5108    |
| 4  | 1962年 6月1日   | A面  | 寝不足なの                            | 永六輔           | 中村八大                      | 中村八大          | JP-5125    |
| 4  | 1962年 6月1日   | B面  | ブルージン・ブルース                  | 永六輔           | 中村八大                      | 中村八大          | JP-5125    |
| 5  | 1962年 7月1日   | A面  | かっこいいツイスト                    | 漣健児           | J.Mengozzi                    | 林一              | JP-5119    |
| 5  | 1962年 7月1日   | B面  | 一度だけのあやまち                    | みナみカズみ     | J.Schroeder                   | 林一              | JP-5119    |
| 6  | 1962年 9月1日   | A面  | かっこいい彼氏                        | 漣健児           | H.Hunter P.Spector            | 大沢保郎          | JP-5148    |
| 6  | 1962年 9月1日   | B面  | シェーナ・シェーナ                    | 漣健児           | J.Brandon                     | 岩井直溥          | JP-5148    |
| 7  | 1962年 10月1日  | A面  | リトル・ミス・ロンリー                | 漣健児           | J.Schroeder                   | 大沢保郎          | JP-5161    |
| 7  | 1962年 10月1日  | B面  | ヴァケーション                        | 漣健児           | H.Hunter H.Temkin             | 大沢保郎          | JP-5161    |
| 8  | 1962年 11月1日  | A面  | ミコのジングル・ベル                  | ホセしばさき     | J.Pierpont                    | 大沢保郎          | JP-5160    |
| 8  | 1962年 11月1日  | B面  | ブルー・クリスマス                    | 三田恭次         | B.Hayes J.Johnson             | 大沢保郎          | JP-5160    |
| 9  | 1963年 3月1日   | A面  | ゆるしてゆるして                      | 漣健児           | E.Miller D.Williams R.Yount   | 大沢保郎          | JP-5184    |
| 9  | 1963年 3月1日   | B面  | 涙がいっぱい                          | 漣健児           | N.Paramor                     | 大沢保郎          | JP-5184    |
| 10 | 1963年 3月1日   | A面  | 想い出の冬休み                        | 漣健児           | M.Barkan                      | 大沢保郎          | JP-5199    |
| 10 | 1963年 3月1日   | B面  | マック・ザ・ナイフ                    | B.Brecht         | K.Weill                       | 前田憲男          | JP-5199    |
| 11 | 1963年 3月1日   | A面  | 明日をみつめて                        | 青島幸男         | 桜井千里                      | 森岡賢一郎        | JP-1548    |
| 11 | 1963年 3月1日   | B面  | そっと一人に                          | 青島幸男         | 桜井千里                      | 小林郁夫          | JP-1548    |
| 12 | 1963年 5月1日   | A面  | 渚のデイト                            | 漣健児           | B.Davis T.Murray              | 大沢保郎          | JP-5216    |
| 12 | 1963年 5月1日   | B面  | 星影で愛して                          | 漣健児           | B.Davis T.Murray              | 大沢保郎          | JP-5216    |
| 13 | 1963年 7月1日   | A面  | 悲しきハート                          | みナみカズみ     | J.Schroeder                   | 大沢保郎          | JP-5236    |
| 13 | 1963年 7月1日   | B面  | 月影のレナート                        | 漣健児           | A.Cortez                      | 大沢保郎          | JP-5236    |
| 14 | 1963年 9月1日   | A面  | 涙のゴスペル                          | 漣健児           | J.Steward R.Mosely            | 大沢保郎          | JP-5248    |
| 14 | 1963年 9月1日   | B面  | 悲しみがいっぱい                      | みナみカズみ     | J.Schroeder                   | 大沢保郎          | JP-5248    |
| 15 | 1963年 12月1日  | A面  | 私のベイビー                          | 漣健児           | J.Barry E.Greenwich P.Spector | 大沢保郎          | JP-5264    |
| 15 | 1963年 12月1日  | B面  | ティーンエイジ・クレオパトラ          | 漣健児           | B.Ross                        | 大沢保郎          | JP-5264    |
| 16 | 1964年 3月1日   | A面  | ダンケシェーン                        | 加茂亮二         | B.Kaempfert                   | 前田憲男          | TR-1050    |
| 16 | 1964年 3月1日   | B面  | 涙のためいき                          | 漣健児           | A.Zanetis                     | 前田憲男          | TR-1050    |
| 17 | 1964年 5月1日   | A面  | 若い街角                              | 岩谷時子         | 原六朗                        | 大沢保郎          | TR-1071    |
| 17 | 1964年 5月1日   | B面  | 気ンなるあいつ                        | 前田武彦         | 三保敬太郎                    | 三保敬太郎        | TR-1071    |
| 18 | 1964年 5月25日  | A面  | 恋と涙の17才                          | 漣健児           | J.Medora D.White              | 大沢保郎          | TR-1080    |
| 18 | 1964年 5月25日  | B面  | いつでもあなたを                      | みナみカズみ     | P.Anka                        | 大沢保郎          | TR-1080    |
| 19 | 1964年 8月1日   | A面  | ひとつぶの真珠                        | 安井かずみ       | 宮川泰                        | 宮川泰            | TR-1110    |
| 19 | 1964年 8月1日   | B面  | きっとね                              | 岩谷時子         | 服部良一                      | 服部良一          | TR-1110    |
| 20 | 1964年 10月1日  | A面  | 恋のレッスン                          | 漣健児           | B.Darin                       | 鈴木邦彦          | TP-1004    |
| 20 | 1964年 10月1日  | B面  | 涙の二十四時間                        | 漣健児           | A.Alexander                   | 鈴木邦彦          | TP-1004    |
| 21 | 1964年 12月20日 | A面  | はじめての恋人                        | 漣健児           | I.Raymonde                    | 大西修            | SAS-432    |
| 21 | 1964年 12月20日 | B面  | 砂に消えた涙                          | 漣健児           | P.Soffici                     | 山屋清            | SAS-432    |
| 22 | 1965年 2月5日   | A面  | ナポリは恋人                          | あらかわひろし   | R.Rascel                      | 山屋清            | SAS-434    |
| 22 | 1965年 2月5日   | B面  | レッツ・ゴー・ベイビー                | 漣健児           | J.Rebb                        | 大西修            | SAS-434    |
| 23 | 1965年 4月10日  | A面  | 可愛いマリア                          | 安井かずみ       | P.Angelis                     | 山屋清            | JPS-1      |
| 23 | 1965年 4月10日  | B面  | 君に涙とほゝえみを                    | 安井かずみ       | G.Marchetti                   | 山屋清            | JPS-1      |
| 24 | 1965年 5月25日  | A面  | 太陽の海                              | 三浦康照         | P.Soffici                     | 山屋清            | JPS-7      |
| 24 | 1965年 5月25日  | B面  | 夕陽のなぎさ                          | 三浦康照         | B.Johnston                    | 山屋清            | JPS-7      |
| 25 | 1965年 8月10日  | A面  | 夜の太陽                              | 三浦康照         | E.Leoni                       | 大西修            | JPS-11     |
| 25 | 1965年 8月10日  | B面  | 夢みるシャンソン人形                  | 岩谷時子         | S.Gainsbourg                  | 大西修            | JPS-11     |
| 26 | 1965年 8月20日  | A面  | 恋のクンビア                          | 三浦康照         | 和田香苗                      | 河村利夫          | JPS-12     |
| 26 | 1965年 8月20日  | B面  | 愛の言葉を                            | 三浦康照         | 原信夫                        | 大西修            | JPS-12     |
| 27 | 1965年 10月10日 | A面  | 道                                    | 三浦康照         | 三枝伸                        | 山屋清            | JPS-21     |
| 27 | 1965年 10月10日 | B面  | ほゝえみを忘れないで                  | 三浦康照         | 和田香苗                      | 河村利夫          | JPS-21     |
| 28 | 1965年 10月20日 | A面  | ホワイト・クリスマス                  | I.Berlin         | I.Berlin                      | 山屋清            | JPS-22     |
| 28 | 1965年 10月20日 | B面  | ジングル・ベル                        | 高田三九三       | J.Pierpont                    | 山屋清            | JPS-22     |
| 29 | 1965年 11月25日 | A面  | バイ・バイ・ブロンディ                | 峯陽             | F.Berlipp                     | 山屋清            | JPS-22     |
| 29 | 1965年 11月25日 | B面  | 別離                                  | 漣健児           | N.Ferrer                      | 山屋清            | JPS-22     |
| 30 | 1966年 2月10日  | A面  | スーべニールス                        | 漣健児           | D.Heard                       | 山屋清            | JPS-30     |
| 30 | 1966年 2月10日  | B面  | そよ風に乗って                        | 漣健児           | G.Magenta                     | 山屋清            | JPS-30     |
| 31 | 1966年 3月20日  | A面  | 愛のゴーゴー                          | 呉正恭           | 中島安敏                      | 中島安敏          | JPS-38     |
| 31 | 1966年 3月20日  | B面  | 砂の上のひめごと                      | なかにし礼       | 中島安敏                      | 中島安敏          | JPS-38     |
| 32 | 1966年 5月20日  | A面  | 瞳の中の私                            | 星加ルミ子       | 高井達雄                      | 森岡賢一郎        | JPS-42     |
| 32 | 1966年 5月20日  | B面  | 悲しみは空の彼方に                    | 漣健児           | 高井達雄                      | 森岡賢一郎        | JPS-42     |
| 33 | 1966年 6月20日  | A面  | 夜明けの海                            | 滝口暉子         | 和田香苗                      | 河村利夫          | JPS-45     |
| 33 | 1966年 6月20日  | B面  | 夢見る乙女                            | 加藤和枝         | 原信夫                        | 大西修            | JPS-45     |
| 34 | 1966年 10月10日 | A面  | 恋はノン・ストップ                    | 滝口暉子         | 鈴木邦彦                      | 森岡賢一郎        | SAS-791    |
| 34 | 1966年 10月10日 | B面  | 帰ってね、きっと                      | 青柳都子         | 鈴木邦彦                      | 森岡賢一郎        | SAS-791    |
| 35 | 1967年 3月5日   | A面  | 世界の国からこんにちは                | 島田陽子         | 中村八大                      | 河村利夫          | SAS-869    |
| 35 | 1967年 3月5日   | B面  | 若さが燃えてる                        | 白鳥朝詠         | 山屋清                        | 山屋清            | SAS-869    |
| 36 | 1967年 4月1日   | A面  | 黒いブーツと皮ジャンパー              | 橋本淳           | いずみたく                    | いずみたく        | SAS-879    |
| 36 | 1967年 4月1日   | B面  | 帰らぬ少年兵                          | 二条冬詩夫       | C.Lovett T.Phillips           | 河村利夫          | SAS-879    |
| 37 | 1967年 6月1日   | A面  | 南国の愛の星                          | くるみ広彰       | くるみ敏弘                    | くるみ敏弘        | SAS-907    |
| 37 | 1967年 6月1日   | B面  | どうすりゃいいの                      | 鈴木よしお       | 越部信義                      | 越部信義          | SAS-907    |
| 38 | 1967年 7月10日  | A面  | 渚のうわさ                            | 橋本淳           | 筒美京平                      | 筒美京平          | P-1        |
| 38 | 1967年 7月10日  | B面  | 風とオトコのコ                        | 橋本淳           | 筒美京平                      | 筒美京平          | P-1        |
| 39 | 1967年 11月1日  | A面  | 枯葉のうわさ                          | 橋本淳           | 筒美京平                      | 筒美京平          | P-3        |
| 39 | 1967年 11月1日  | B面  | 悲しみの足音                          | 橋本淳           | 筒美京平                      | 筒美京平          | P-3        |
| 40 | 1968年 3月15日  | A面  | 涙のドライヴ                          | 橋本淳           | 筒美京平                      | 筒美京平          | P-10       |
| 40 | 1968年 3月15日  | B面  | さざ波のバラード                      | 橋本淳           | 筒美京平                      | 筒美京平          | P-10       |
| 41 | 1968年 7月1日   | A面  | 渚の天使                              | 橋本淳           | 筒美京平                      | 筒美京平          | P-24       |
| 41 | 1968年 7月1日   | B面  | 恋のエンジェル・ベイビー              | 林春生           | 筒美京平                      | 筒美京平          | P-24       |
| 42 | 1968年 9月15日  | A面  | 可愛い嘘                              | 橋本淳           | 筒美京平                      | 筒美京平          | P-37       |
| 42 | 1968年 9月15日  | B面  | 砂に埋めた手紙                        | 林春生           | 筒美京平                      | 筒美京平          | P-37       |
| 43 | 1968年 12月1日  | A面  | 虹に瞳を                              | 二条冬詩夫       | B.Lane                        | 河村利夫          | P-46       |
| 43 | 1968年 12月1日  | B面  | グロッカ・モーラの様子はいかが        | 二条冬詩夫       | B.Lane                        | 河村利夫          | P-46       |
| 44 | 1969年 7月1日   | A面  | 人形の家                              | なかにし礼       | 川口真                        | 川口真            | P-65       |
| 44 | 1969年 7月1日   | B面  | あなたがいなくても                    | なかにし礼       | 川口真                        | 川口真            | P-65       |
| 45 | 1969年 12月10日 | A面  | 私が死んだら                          | なかにし礼       | 川口真                        | 川口真            | P-79       |
| 45 | 1969年 12月10日 | B面  | 鏡の中の天使                          | なかにし礼       | 川口真                        | 川口真            | P-79       |
| 46 | 1970年 4月25日  | A面  | 燃える手                              | なかにし礼       | 筒美京平                      | 筒美京平          | P-89       |
| 46 | 1970年 4月25日  | B面  | 鍵を捨てたの                          | なかにし礼       | 筒美京平                      | 筒美京平          | P-89       |
| 47 | 1970年 8月25日  | A面  | ロダンの肖像                          | なかにし礼       | 川口真                        | 川口真            | P-97       |
| 47 | 1970年 8月25日  | B面  | 恋愛専科                              | なかにし礼       | 川口真                        | 川口真            | P-97       |
| 48 | 1970年 12月15日 | A面  | できごと                              | 我谷和夫         | 佐藤健                        | 服部克久          | P-108      |
| 48 | 1970年 12月15日 | B面  | ささやき                              | 片桐和子         | 和田昭治                      | 和田昭治          | P-108      |
| 49 | 1971年 3月10日  | A面  | バラの革命                            | 島村葉二         | いずみたく                    | 渋谷毅            | P-114      |
| 49 | 1971年 3月10日  | B面  | 失われた月光                          | 岩谷時子         | いずみたく                    | 渋谷毅            | P-114      |
| 50 | 1971年 11月10日 | A面  | 裏庭の出来事                          | 山上路夫         | 村井邦彦                      | 村井邦彦          | P-150      |
| 50 | 1971年 11月10日 | B面  | 恋人時代                              | 山上路夫         | 村井邦彦                      | 村井邦彦          | P-150      |
| 51 | 1972年 4月10日  | A面  | 美しかった場所                        | 山上路夫         | 村井邦彦                      | 馬飼野俊一        | P-169      |
| 51 | 1972年 4月10日  | B面  | 恋はフィーリング                      | 山上路夫         | 村井邦彦                      | 馬飼野俊一        | P-169      |
| 52 | 1972年 9月25日  | A面  | 都会の女                              | 橋本淳           | 三原綱木                      | 高田弘            | P-182      |
| 52 | 1972年 9月25日  | B面  | 誘惑                                  | 橋本淳           | 三原綱木                      | 三原綱木          | P-182      |
| 53 | 1972年 12月10日 | A面  | バラキのテーマ                        | 吉岡治           | R.Ortolani                    | 山屋清            | P-205      |
| 53 | 1972年 12月10日 | B面  | ダニエルとマリアのテーマ              | 吉岡治           | N.Piovani                     | 山屋清            | P-205      |
| 54 | 1973年 4月10日  | A面  | 花の咲く朝                            | 千家和也         | 馬飼野康二                    | 馬飼野康二        | P-217      |
| 54 | 1973年 4月10日  | B面  | 危険な関係                            | 千家和也         | 馬飼野康二                    | 馬飼野康二        | P-217      |
| 55 | 1974年 4月1日   | A面  | 蝶の雨                                | なかにし礼       | 馬飼野康二                    | 馬飼野康二        | P-339      |
| 55 | 1974年 4月1日   | B面  | ひとりぼっちの海                      | なかにし礼       | 馬飼野康二                    | 馬飼野康二        | P-339      |
| 56 | 1975年 2月25日  | A面  | 女の癖                                | 安井かずみ       | 川口真                        | 川口真            | P-392      |
| 56 | 1975年 2月25日  | B面  | 別れた男                              | 安井かずみ       | 川口真                        | 川口真            | P-392      |
| 57 | 1975年 10月1日  | A面  | 胸さわぎ                              | 千家和也         | 川口真                        | 高田弘            | P-429      |
| 57 | 1975年 10月1日  | B面  | あなたの口紅                          | 千家和也         | 川口真                        | 川口真            | P-429      |
| 58 | 1976年 5月1日   | A面  | 絵空事                                | 藤公之介         | 川口真                        | 萩田光雄          | P-455      |
| 58 | 1976年 5月1日   | B面  | 後悔                                  | 藤公之介         | 川口真                        | 萩田光雄          | P-455      |
| 59 | 1977年 1月1日   | A面  | 川の向こうに                          | 中里綴           | 川口真                        | 川口真            | PK-39      |
| 59 | 1977年 1月1日   | B面  | 他人事みたいに                        | 中里綴           | 川口真                        | 川口真            | PK-39      |
| 60 | 1977年 7月1日   | A面  | マイ・メモリィ                        | 弘田三枝子       | 弘田三枝子                    | 鈴木宏昌          | PK-68      |
| 60 | 1977年 7月1日   | B面  | 「ドーベルマン刑事」のテーマ          | 弘田三枝子       | 弘田三枝子                    | 鈴木宏昌          | PK-68      |
| 61 | 1980年 9月5日   | A面  | ミスターシャドー                      | おかどいくこ     | 高木エリカ                    | 若草恵            | ETP-17010  |
| 61 | 1980年 9月5日   | B面  | ボディートーク                        | おかどいくこ     | 高木エリカ                    | 萩田光雄          | ETP-17010  |
| 62 | 1983年 3月21日  | A面  | 愛のNOKORIGA                          | 茅野遊           | 大野雄二                      | 大野雄二 大谷和夫 | K07S-389   |
| 62 | 1983年 3月21日  | B面  | IN THE MOOD                           | 茅野遊           | 高木エリカ                    | 大野雄二 大谷和夫 | K07S-389   |
| 63 | 1983年 9月21日  | A面  | O-KAY                                 | MICO             | MICO                          | 川口真            | K07S-478   |
| 63 | 1983年 9月21日  | B面  | も・いちど                            | 中村安佐子       | MICO                          | 川口真            | K07S-478   |
| 64 | 1984年 2月21日  | A面  | WITHOUT YOU                           | P.Ham / T.Evans  | P.Ham / T.Evans               | 鈴木宏昌          | K07S-527   |
| 64 | 1984年 2月21日  | B面  | 愛のブルートレイン                    | 中村安佐子       | M.Giuliani                    | 中村暢之          | K07S-527   |
| 65 | 2006年 11月1日  | 01   | 恋のクンビア21                        | 三浦康照         | 和田香苗                      | DJ GOMI           | COCA-15939 |
| 65 | 2006年 11月1日  | 02   | 恋のクンビア21 (English ver.)         | タケナカテイイチ | 和田香苗                      | DJ GOMI           | COCA-15939 |
| 65 | 2006年 11月1日  | 03   | 恋のクンビア21 (Gomi's Lair Club Mix) | 三浦康照         | 和田香苗                      | DJ GOMI           | COCA-15939 |
| 66 | 2015年 10月21日 | 01   | 悲しい恋をしてきたの                  | 森雪之丞         | 合田道人                      | 北島直樹          | COCA-17059 |
| 66 | 2015年 10月21日 | 02   | ひいふうみいよう                      | 合田道人         | 合田道人                      | 鳴海周平          | COCA-17059 |
| 66 | 2015年 10月21日 | 03   | 人形の家 (ピアノ・バージョン)         | なかにし礼       | 川口真                        | 北島直樹          | COCA-17059 |

### コラボレーション
- ピチカート・ファイヴ
  - 『pizzicato five in the bag』RECORD TWO収録曲『Darlin' of Discothèque』（2000年1月29日）作詞・作曲：小西康陽。原曲はピチカート・ファイヴが1999年4月21日に発売したマキシシングル『Darlin' of Discothèque（英語版）』の表題曲。
  - 『REMIXES 2000』収録曲『パーフェクト・ワールド（A night at Organ b. MIX）』（2000年3月18日）作詞・作曲：小西康陽。原曲はピチカート・ファイヴが1999年10月21日に発売したシングル。アップテンポな原曲を須永辰緒がジャズにアレンジ。

### アルバム
※　記載なしはステレオ録音。

#### オリジナル・アルバム
| 発売日                       | アルバム                                                                 | 規格 | 規格品番     | 備考                                       |
| 東芝                         | 東芝                                                                     | 東芝 | 東芝         | 東芝                                       |
| ---------------------------- | ------------------------------------------------------------------------ | ---- | ------------ | ------------------------------------------ |
| 1962年2月                    | ヒット・キット・パレード                                                 | LP   | JP0-1150     | 全曲モノラル録音。                         |
| 1993年1月27日                | ヒット・キット・パレード                                                 | CD   | TOCT-6901/2  |                                            |
| 1996年7月10日                | ヒット・キット・パレード                                                 | CD   | TOCT-9515/6  |                                            |
| 2005年6月15日                | ヒット・キット・パレード                                                 | CD   | TOCT-11012/3 |                                            |
| 1962年7月                    | ヒット・キット・パレード 第2集                                           | LP   | JP0-1197     | 全曲モノラル録音。                         |
| 1963年3月                    | スタンダードを唄う                                                       | LP   | JP0-1288     | 全曲モノラル録音。                         |
| 1963年3月                    | スタンダードを唄う                                                       | LP   | JSP-3086     |                                            |
| 2005年3月16日                | スタンダードを唄う                                                       | CD   | VSCD-3461    |                                            |
| 1963年4月                    | ヒット・キット・パレード 第3集                                           | LP   | JP0-1285     | 全曲モノラル録音。                         |
| 1963年11月                   | 日本民謡を唄う                                                           | LP   | TR-5001      | 全曲モノラル録音。                         |
| 1963年11月                   | 日本民謡を唄う                                                           | LP   | TP-5001      |                                            |
| 2005年8月24日                | 日本民謡を唄う                                                           | CD   | TOCT-11050   |                                            |
| 1965年3月20日                | ヒット・キット・ミコ 第1集                                               | LP   | JPS-5029     |                                            |
| 2008年10月22日               | ヒット・キット・ミコ 第1集                                               | LP   | COJA-9263    |                                            |
| 2013年7月24日                | ヒット・キット・ミコ 第1集                                               | CD   | COCP-38119   | 紙ジャケット仕様。                         |
| 1965年10月20日               | ヒット・キット・ミコ 第2集                                               | LP   | JPS-5067     |                                            |
| 2013年7月24日                | ヒット・キット・ミコ 第2集                                               | CD   | COCP-38120   | 紙ジャケット仕様。                         |
| DENON / 日本コロムビア       |                                                                          |      |              |                                            |
| 1966年1月20日                | ニューヨークのミコ ニュー・ジャズを唄う                                  | LP   | JPS-5072     |                                            |
| 1977年4月                    | ニューヨークのミコ ニュー・ジャズを唄う                                  | LP   | SW-7061      |                                            |
| 2007年1月24日                | ニューヨークのミコ ニュー・ジャズを唄う                                  | LP   | COJA-9218    |                                            |
| 2008年8月20日                | ニューヨークのミコ ニュー・ジャズを唄う                                  | CD   | COCP-35121   | 紙ジャケット仕様。                         |
| 2021年11月3日                | ニューヨークのミコ ニュー・ジャズを唄う                                  | LP   | COJA-9439    |                                            |
| 1967年4月5日                 | ミコ・ミュージカルを唄う                                                 | LP   | JPS-5110     |                                            |
| 2007年7月18日                | ミコ・ミュージカルを唄う                                                 | CD   | COCA-71141   |                                            |
| 1971年                       | Rock Rock ロックの歴史を歌う                                             | LP   | JPW-37～38   |                                            |
| 1971年7月25日                | ミコより愛をこめて From Miko With Love                                   | LP   | JDX-52       |                                            |
| 1972年6月25日                | 弘田三枝子の世界                                                         | LP   | JDX-76       |                                            |
| 1977年4月                    | 弘田三枝子の世界                                                         | LP   | SW-7062      |                                            |
| 1972年12月10日               | 愛の歌～弘田三枝子オリジナル・アルバム                                   | LP   | JDX-92       |                                            |
| 2012年1月24日                | 愛の歌～弘田三枝子オリジナル・アルバム                                   | CD-R | CORR-10755   |                                            |
| 1973年7月25日                | JAZZ TIME～弘田三枝子ベスト・ジャズ・アルバム                            | LP   | NCB-7022     |                                            |
| 1977年                       | JAZZ TIME～弘田三枝子ベスト・ジャズ・アルバム                            | LP   | SW-7063      |                                            |
| 1974年6月25日                | The Nearness of You〜弘田三枝子 イージー・リスニング・ジャズ             | LP   | JDX-7028     |                                            |
| 1974年9月25日                | Good Old Days Forever                                                    | LP   | JDX-7036     |                                            |
| 1974年10月1日                | イエスタデイ・ワンス・モア                                               | LP   | 4PX-9010     | 4chステレオ                                |
| 1974年10月1日                | イエスタデイ・ワンス・モア                                               | LP   | JDX-7018     |                                            |
| 1975年5月25日                | 愛のめぐり逢い Then Came You                                             | LP   | 4PX-9024     | 4chステレオ                                |
| 1975年5月25日                | 愛のめぐり逢い Then Came You                                             | LP   | JDX-7050     |                                            |
| 1975年9月25日                | 私の好きな唄～帰り来ぬ青春                                               | LP   | JDX-7064     |                                            |
| 1976年5月10日                | My Funny Valentine                                                       | LP   | SP-7008      |                                            |
| 1984年9月21日                | My Funny Valentine                                                       | LP   | YS-7150      |                                            |
| 1984年                       | My Funny Valentine                                                       | CD   | 35C31-7249   |                                            |
| 2009年4月22日                | My Funny Valentine                                                       | LP   | COJA-9271    |                                            |
| 2021年11月3日                | My Funny Valentine                                                       | LP   | COJA-9440    |                                            |
| 1977年3月25日                | IN MY FEELING                                                            | LP   | SP-7009      |                                            |
| 1984年                       | IN MY FEELING                                                            | LP   | YS-7151      |                                            |
| 2022年11月3日                | IN MY FEELING                                                            | LP   | COJA-9469    |                                            |
| CBS/Sony                     |                                                                          |      |              |                                            |
| 1978年                       | Step Across                                                              | LP   | 25AH-555     |                                            |
| 2015年2月18日                | Step Across                                                              | CD   | THCD-343     | 紙ジャケット仕様、昭和ジャズ復刻シリーズ。 |
| DAM                          |                                                                          |      |              |                                            |
| 1980年                       | MIEKO HIROTA 76/45                                                       | LP   | DOR-0086     | マニアを追い越せ!大作戦。                  |
| Crystal Bird                 |                                                                          |      |              |                                            |
| 1983年3月21日                | TOUCH OF BREEZE                                                          | LP   | K28A-385     |                                            |
| 1983年3月21日                | TOUCH OF BREEZE                                                          | CT   | K28H-329     |                                            |
| 1984年                       | TOUCH OF BREEZE                                                          | CD   | K35X-4       |                                            |
| 2013年10月30日               | TOUCH OF BREEZE                                                          | CD   | NKCD-6648    |                                            |
| MSI                          |                                                                          |      |              |                                            |
| 1998年6月25日                | 華麗度 ～ MICO is Kaleidoscope                                           | CD   | MSI-10121    |                                            |
| 1999年5月21日                | 東京27時 ※ 小西康陽、Fantastic Plastic Machineなど参加したミニアルバム。 | CD   | COCP-50087   |                                            |
| 1999年5月21日                | 東京27時 ※ 小西康陽、Fantastic Plastic Machineなど参加したミニアルバム。 | LP   | SCL-5019     |                                            |
| 2008年1月25日                | マイ・タペストリー                                                       | CD   | POPMAY-38    |                                            |
| 2013年5月25日                | マイ・タペストリー                                                       | CD   | MSIL-189     |                                            |
| 2005年10月25日               | 弘田三枝子 MICO TODAY                                                    | CD   | POPMAY-33    |                                            |
| 2013年5月25日                | 弘田三枝子 MICO TODAY                                                    | CD   | MSIL-190/1   |                                            |
| Top Music International Ltd. |                                                                          |      |              |                                            |
| 2008年                       | McIntosh Reference Vocal Sound Jazzing-Mico                              | CD   | TMLP9012.3   |                                            |
| 2008年                       | McIntosh Reference Vocal Sound Jazzing-Mico                              | SACD | TM-SACD90122 |                                            |
| 2010年9月7日                 | McIntosh Reference Vocal Sound Jazzing-Mico                              | SACD | TM-SACD90122 |                                            |
| 2011年4月25日                | McIntosh Reference Vocal Sound Jazzing-Mico                              | SACD | MSISA-003    |                                            |
| doLuck Jazz                  |                                                                          |      |              |                                            |
| 2018年12月19日               | Isn't It Romantic?                                                       | CD   | DLC-19       |                                            |

### サントラ

#### テレビ
- レオのうた（1965年12月10日、ジャングル大帝）
- アイウエオ マンボ（1966年6月20日、ジャングル大帝）
- ドロップスの歌（1966年10月20日、みんなのうた）

#### CM
- アスパラで生きぬこう（1962年、田辺製薬(現:田辺三菱製薬)）[40]
- ネスカフェ43粒スプーンに一杯（1962年、ネスレ日本）
- ルックチョコレートの歌（1962年、不二家）
- ワンサカ娘'64（1964年、レナウン）
- サッポロライト（1970年、サッポロビール）

#### 映画
- マイメモリィ（1977年7月1日、ドーベルマン刑事）
- ドーベルマン刑事のテーマ（1977年7月1日、ドーベルマン刑事）ソウルミュージックをベースにしつつも、タイトルのイメージを崩さないようにするため、詞をできる限り少なくし、スキャットでまとめたという

### ナレーション
- X+Y presents Midnight Ebisu [Analog]　（2005年11月3日／THLP364）「春風のうわさ」「渚のうわさ」収録。都築響一プロデュースのナレーションレコード。

### タイアップ曲
| 年     | 楽曲                           | タイアップ                                 |
| ------ | ------------------------------ | ------------------------------------------ |
| 1963年 | 明日をみつめて                 | 映画『魚河岸の旋風娘』主題歌               |
| 1964年 | 若い街角                       | NTV系ドラマ『横町正義隊』主題歌            |
| 1964年 | 気ンなるあいつ                 | フジテレビ系ドラマ『気ンなるあいつ』主題歌 |
| 1969年 | 虹に瞳を                       | 映画『フィニアンの虹』主題歌               |
| 1969年 | グロッカ・モーラの様子はいかが | 映画『フィニアンの虹』挿入歌               |
| 1977年 | 川の向こうに                   | TBS系ドラマ『私は忘れたい』主題歌          |
| 1977年 | マイ・メモリィ                 | 映画『ドーベルマン刑事』挿入歌             |
| 1977年 | 「ドーベルマン刑事」のテーマ   | 映画『ドーベルマン刑事』挿入歌             |
| 1984年 | WITHOUT YOU                    | 三菱自動車『ランサーフィオーレ』CMソング   |

## 出演

### テレビ番組

#### 音楽・バラエティ番組
- OK横丁に集れ（NTV, 1957)
- 若さで行こう（日本テレビ）
- セブンティーン（1962年、日本テレビ）
- 若さとリズム（1965年、NHK総合）

#### テレビドラマ
- シャボン玉ミコちゃん（1962年、朝日放送[注釈 3]／TBS）
- ハイステップ・ミコちゃん（1962年、フジテレビ）
- 花の番地（1962年、朝日放送／TBS）
- ただいま見習中 泣きベソ天使（1966年、フジテレビ）
- 泣いてたまるか（TBS） - 第7話（1967年7月3日）
- 発車、オーライ!（1967年、関西テレビ）
- おやじさん（1967年、NETテレビ）

#### みんなのうた
▲はラジオのみの再放送、△はNHK衛星第2テレビ（現：BSプレミアム）の『なつかしのみんなのうた』での再放送。
| 放送期間                                     | 放送曲                       | 合唱                   | 再放送 |
| -------------------------------------------- | ---------------------------- | ---------------------- | --- |
| 1962年（昭和37年）10月-11月                  | デビークロケットの歌         | （なし）               | （なし） |
| 1963年（昭和38年）4月-5月                    | 赤い河の谷間                 | 東京放送児童合唱団     | （なし） |
| 1963年（昭和38年）6月-7月                    | バナナをたべるときのうた     | （なし）               | 2021年（令和3年）8月▲ |
| 1963年（昭和38年）10月-11月                  | ドロップスの歌               | （なし）               | （なし） |
| 1963年（昭和38年）12月-1964年（昭和39年）1月 | お江戸日本橋                 | （なし）               | （なし） |
| 1965年（昭和40年）4月-5月                    | A・A・B・C〜ア・ア・ビ・チ〜 | ボーカル・ショップ     | 2006年（平成18年）8月22日△ 2006年（平成18年）12月7日△ 2007年（平成19年）1月2日△ 2007年（平成19年）4月29日△ 2007年（平成19年）11月25日△ |
| 1965年（昭和40年）10月-11月                  | すてきな夢を                 | 東京放送児童合唱団     | （なし） |
| 1966年（昭和41年）2月-3月                    | 学校へ行く道                 | （なし）               | 2022年（令和4年）3月▲ |
| 1966年（昭和41年）6月-7月                    | オバケなんてないさ           | （なし）               | 2016年（平成29年）8月-9月▲ 2021年（令和3年）7月▲                                                                                       |
| 1966年（昭和41年）8月-9月                    | ちびっこカウボーイ           | ひばり児童合唱団       | 2006年（平成18年）8月23日△ 2006年（平成18年）12月12日△ 2007年（平成19年）1月2日△                                                       |
| 1966年（昭和41年）10月-11月                  | ママとゴーゴー               | 杉並児童合唱団         | 2015年（平成27年）12月 - 2016年（平成28年）1月▲                                                                                        |
| 1966年（昭和41年）12月-1967年（昭和42年）1月 | ジロマジトンド・ジロトンド   | 杉並児童合唱団         | （なし） |
| 1967年（昭和42年）10月-11月                  | 怪獣がやってくる             | みすず児童合唱団       | 1968年（昭和43年）4月-5月 2006年（平成18年）8月29日△ 2006年（平成18年）12月21日△ 2007年（平成19年）1月2日△ 2021年（令和3年）11月       |
| 1968年（昭和43年）2月-3月                    | アマリリス                   | シンギングエンジェルス | 2006年（平成18年）8月31日△ 2006年（平成18年）12月25日△ 2007年（平成19年）1月3日△ 2024年（令和6年）4月-5月▲                             |
| 1973年（昭和48年）4月-5月                    | ちゃっきり節                 | ザ・シャデラックス     | 1975年（昭和50年）4月-5月 |

#### NHK紅白歌合戦出場歴
| 年度/放送回                | 回 | 曲目                                  | 出演順 | 対戦相手   | 紅組司会   | 確認済みの 現存フィルム | 備考                    |
| -------------------------- | -- | ------------------------------------- | ------ | ---------- | ---------- | ----------------------- | ----------------------- |
| 1962年（昭和37年）/ 第13回 | 初 | ヴァケーション                        | 03/25  | 飯田久彦   | 森光子     |                         | 紅組最年少出場 （当時） |
| 1963年（昭和38年）/ 第14回 | 2  | 悲しきハート                          | 01/25  | 田辺靖雄   | 江利チエミ | モノクロキネコ          | トップバッター          |
| 1964年（昭和39年）/ 第15回 | 3  | アレキサンダーズ・ ラグタイム・バンド | 16/25  | 植木等     | 江利チエミ |                         |                         |
| 1965年（昭和40年）/ 第16回 | 4  | 恋のクンビア                          | 14/25  | ジャニーズ | 林美智子   | カラー、 モノクロキネコ |                         |
| 1967年（昭和42年）/ 第18回 | 5  | 渚のうわさ                            | 17/23  | バーブ佐竹 | 九重佑三子 | モノクロ （状態が悪い） |                         |
| 1969年（昭和44年）/ 第20回 | 6  | 人形の家                              | 13/23  | 橋幸夫     | 伊東ゆかり | モノクロ                | 後半トップバッター ※    |
| 1970年（昭和45年）/ 第21回 | 7  | ロダンの肖像                          | 08/24  | 美川憲一   | 美空ひばり | カラーキネコ、 モノクロ |                         |
| 1971年（昭和46年）/ 第22回 | 8  | バラの革命                            | 22/25  | 布施明     | 水前寺清子 | カラー                  |                         |

※ポピュラーヒットメドレーにて、「ラブ・ミー・トゥナイト」、「西暦2525年」をザ・ピーナッツ、伊東ゆかりらと歌唱

### 映画
- 魚河岸の旋風娘（1963年3月3日）若林三重子役　：　松竹入社第一回作品。主題歌「明日をみつめて」「そっと一人に」と、「おてもやん」「ソーラン節」を歌唱。
- 独立美人隊（1963年4月28日）西本道子役　：　「ブルージン・ブルース」を歌唱。
- 女弥次㐂多 タッチ旅行（1963年7月13日）堀江和子役　：岩本多代・渥美清共演。「タッチ旅行の歌」「ギャンブル節」を歌唱。この作品を最後に再び歌手活動へ復帰。
- 栄光の黒豹（1969年12月17日）歌手役　：　「人形の家」を歌唱。
- 華やかな女豹（1969年12月31日）森下まゆみ役　：　「鏡の中の天使」を歌唱。
- 開運旅行（1971年3月3日）歌手役　：　「できごと」を歌唱。

## 著書
- ミコのカロリーBook、集団形星、1970年
- マインド・ビューティ痩身法 : より美しくへの挑戦、講談社、1986年

## 弘田三枝子を題材とした楽曲
サザンオールスターズ
- 『チャコの海岸物語』（1982年）[6]
- 『MICO』1983年のアルバム『綺麗』に収録。

## 演じた人物
- 島本真衣 - 『トットちゃん!』（2017年、テレビ朝日）

## 受賞
- 1969年、第11回日本レコード大賞・歌唱賞（「人形の家」）
- 1970年、第1回東京国際歌謡音楽祭・歌唱賞（「できごと」）[47]
- 1973年、第11回チリ・ポピュラー音楽フェスティバル　5位
- 2020年、第62回日本レコード大賞・特別功労賞